# Datenstandards zur Beschreibung des Geschlechts
Für die Mehrzahl der Anwendungen sind Datenstandards zur Beschreibung des Geschlechts insbesondere beim Menschen relativ einfach, obwohl manche Menschen auch biologisch nicht in das duale Geschlechtsschema passen. Je nach Situation ist zu beachten, dass manche Menschen das Geschlecht nicht preisgeben möchten. In der medizinischen und wissenschaftlichen Anwendung kann eine feinere Unterteilung erforderlich sein. Beim sozialen Geschlecht kennen manche Gesellschaften bis zu 10 verschiedene Kategorien (Amarete). Komplizierter sind auch die diversen Geschlechtskategorien in der Tierwelt.
Der einfachste Anwendungsfall in der Datenverarbeitung ist die persönliche Anrede in einem Brief oder einer E-Mail bei einer Massenaussendung.

## ISO/IEC 5218
Der Internationale Standard ISO/IEC 5218 trägt den Titel „Informationstechnik – Codes für die Darstellung des Geschlechts von Menschen“ und definiert für Datenbanken, Codes und Datenübertragungen Werte, um das biologische Geschlecht einer Person zu speichern. Er wird auch von verschiedenen staatlichen Stellen für einige Anwendungen vorgeschrieben. Per Definition ist der Standard dazu gedacht, um den Anforderungen der meisten Anwendungen zu genügen, die das menschliche Geschlecht codieren müssen. Er enthält weder Geschlechtsangaben, die in medizinischen und wissenschaftlichen Anwendungen benötigt werden, noch solche, die für andere Arten als den Menschen benötigt werden.
Verschiedene Anwendungen verwenden entweder ein Bit oder Buchstaben, um das Geschlecht zu speichern, wobei die Buchstaben in jeder Sprache unterschiedlich sind. In der ISO-5218 wird dagegen das Geschlecht sprachneutral mit einer einstelligen Zahl gespeichert. Die genaue schriftliche Ausgabe erfolgt dann gegebenenfalls durch ein Anwendungsprogramm.
| Wert | Bedeutung                                          | Bezeichnung engl. | Bezeichnung frz. |
| ---- | -------------------------------------------------- | ----------------- | ---------------- |
| 0    | unbekannt                                          | not known         | inconnu          |
| 1    | männlich                                           | male              | masculin         |
| 2    | weiblich                                           | female            | féminin          |
| 9    | nicht zutreffend (gegenstandslos, nicht anwendbar) | not applicable    | sans objet       |

Als Bezeichner sollte nach dem Standard „SEX“ (englisch) beziehungsweise „SEXE“ (französisch) verwendet werden. Dies soll klarstellen, dass damit das biologische Geschlecht gemeint ist, im Gegensatz zum englischen Gender, welches das soziale Geschlecht beschreibt. Im Standard ist explizit ausgeführt, dass mit der Verwendung von 1 für männlich und 2 für weiblich keine Wertigkeit ausgedrückt wird, sondern dies auf existierender Praxis in den initiierenden Ländern basiert. Eine mögliche frühere Wertung wird damit nicht ausgeschlossen.
Null wird verwendet, wenn keine Angabe gemacht wurde. Neun wird verwendet, wenn eine Angabe gemacht wurde, männlich oder weiblich aber nicht zutreffen. Beispielsweise bei Intersexuellen Menschen.
Der Standard wurde vom technischen Komitee der Gruppe Data Management and Interchange der Internationalen Organisation für Normung definiert. Die offiziellen englischen bzw. französischen Titel lauten: „Information technology – Codes for the representation of human sexes“ und „Technologies de l’information – Codes de représentation des sexes humains“. Die erste Version erschien 1977 (ISO-5218:1977). Am 1. Juli 2004 kam eine neue Version heraus (ISO-5218:2004, korrigiert am 1. Dezember 2004), bei der die Werte nicht verändert oder erweitert wurden. Es wurde dagegen nach Erstellung der ISO/IEC JTC1 im Jahre 1997 vor allem der Anhang A angefügt. Dieser dient als exemplarisches Beispiel der heutigen in JTC1 festgelegten Grundlagen „Portabilität“, „Interoperabilität“ und „kulturelle Adaptierbarkeit“. Diese sind vor allem in Zeiten des Internets im internationalen Datenaustausch gefragt.

### Anwendungen
Verwendet wird der Standard beispielsweise in den Datenübertragungsregeln für die Datenübermittlung und den Datenträgeraustausch aus den bei den Amtsgerichten geführten Schuldnerverzeichnissen, eine Allgemeine Verfügung der Ministerin der Justiz und für Europaangelegenheiten vom 18. August 2003. Die Werte werden auch jeweils als erste Ziffer der französischen INSEE-Nummer, der chinesischen Identifikationskarte und der ungarischen Identitätsnummer, welche seit 1991 im Einsatz ist, verwendet. Im Regierungskatalog für Datenstandards des Vereinigten Königreichs (UK Government Data Standards Catalogue) werden für Datenbanken zwei fast gleichartige Datenfelder definiert: Das Geschlecht bei der (erstmaligen) Registrierung (Person Gender at Registration) und das aktuelle Geschlecht (Person Gender Current), wobei ersteres nie den Wert Null haben darf.

### Firmenspezifische Erweiterungen
Active Entry ist ein Identitätsmanagementssystem des Berliner Unternehmens Völcker Informatik. Solche Systeme verbinden eine physische Person mit einer eindeutigen ID, die im gesamten Unternehmen und in verschiedenen Anwendungen Verwendung finden, teilweise für eine leichtere Administration, teilweise für eine bessere Sicherheit. Solchen IDs werden auch verschiedene Berechtigungen zugewiesen und zumindest diese sicherheitsrelevanten Vorgänge werden manchmal mitprotokolliert und dokumentiert und für längere Zeit aufbewahrt.
In einer Presseaussendung vom 29. Juli 2008 unter der Schlagzeile „ISO-konform: Identity-Managementsystem erkennt auch Geschlechtsumwandlungen“ weist das Unternehmen darauf hin, dass ihr System im Rahmen des Rollenmanagements nun auch in der Lage sei, veränderte Geschlechter zu speichern. Sie erwecken dabei fälschlicherweise den Anschein, dass ihre neue Erweiterung ein Bestandteil der ISO-5218-Norm sei. Auch widerspricht eine solche Datenspeicherung in einem Personenobjekt über längere Zeit (nach der Änderung des Vornamens) dem Offenbarungsverbot in § 5 des Transsexuellengesetzes und damit dem Datenschutz. Auslöser dieser Softwareänderung war möglicherweise die Anordnung des Bundesverfassungsgerichts vom 27. Mai 2008, welche am 23. Juli 2008 veröffentlicht wurde und besagt, dass es für verheiratete Personen nicht mehr notwendig ist, sich scheiden lassen zu müssen, damit die Personenstandsänderung durchgeführt werden kann (Außerkraftsetzung des § 8 Abs. 1 Nr. 2 TSG).
| Wert | Bezeichnung                         |
| ---- | ----------------------------------- |
| 0    | unbekannt                           |
| 1    | männlich                            |
| 2    | weiblich                            |
| 3    | heute männlich (transgender male)   |
| 4    | heute weiblich (transgender female) |

## Andere Standards zur Geschlechtsbeschreibung
Teilweise werden andere Standards verwendet. Auf der einen Seite werden vor allem englischsprachige Buchstabenkürzel verwendet, andererseits gibt es spezifische Erweiterungen. Auch reichen die in ISO-5218 vorgegebenen Kategorien teilweise in der Humanmedizin und vor allem der Zoologie und Biologie – für die der Standard auch nicht definiert wurde – nicht aus. In der Medizin ist es manchmal notwendig, auch Trans- oder Intergeschlechtlichkeit genauer spezifizieren zu können, etwa bei medizinischen Versuchen oder Medikamentenprüfungen. Und in der Zoologie gibt es Tiere, die ihr Geschlecht alleine wechseln können oder immer beide voll funktionsfähigen Geschlechtsorgane haben. Bei anderen ist das Geschlecht in bestimmten Entwicklungsstadien oder immer sehr schwer zu bestimmen. Manchmal ist zur sicheren Bestimmung eine genetische Untersuchung nötig, wie etwa bei Pinguinen. Viele, auch für nicht humane Anwendungen vorgesehene Standards, verweisen etwa bei Erweiterungen immer wieder auf ISO-5218.

### CDC
Das hier beschriebene System ist Teil des Common Data Element Implementation Guide und wurde vom Centers for Disease Control and Prevention und der Agency for Toxic Substances and Disease Registry (CDC/ATSDR) erstellt. Es wurde mit 31. Dezember 1999 für neue Systeme eingeführt und alte Anwendungen sollen bei großen Änderungen angepasst werden.
| Buchstaben (bevorzugt) | Zahlen | Beschreibung                                          |
| ---------------------- | ------ | ----------------------------------------------------- |
| M                      | 1      | Mann                                                  |
| F                      | 2      | Frau                                                  |
| O                      | 3      | andere (other, z. B. intergeschlechtlich, nichtbinär) |

### NETSS und verwandte Standards
Die folgende Einteilung wird vom US-amerikanischen National Electronic Telecommunications System for Surveillance (NETSS, „Nationales elektronisches Telekommunikationssystem für Überwachung“) und vom National Center for Health Statistics (NCHS, „Nationales Zentrum für Gesundheitsstatistik“) verwendet. Das NETSS versorgt das CDC wöchentlich mit Daten von meldepflichtigen Erkrankungen.
In der Version 2 der Spezifikationen für die Electronic Commerce Modeling Language (ECML) von Juni 2005, welche in RFC 4112 spezifiziert ist und für das Einkaufen im Internet gedacht ist, wird gegenüber Version 1 (RFC 2706) und Version 1.1 (RFC 3106) der Standard um das Feld Geschlecht erweitert. Es wird zwar auf ISO-5218 verwiesen, aber ebenfalls eine Dreiteilung vorgenommen und außerdem jeweils der erste Buchstabe der englischen Bezeichnung verwendet.
| 1 | M | Male    | Male               | Male      | M | M | männlich     |
| 2 | F | Female  | Female             | Female    | F | F | weiblich     |
| 9 | U | Unknown | Unknown/not stated | Not known | X | < | keine Angabe |

Das US-amerikanische National Committee on Vital and Health Statistics (NCVHS, „Nationale Komitee für Gesundheitsstatistik“) verwendet zwar nicht die Werte, aber ebenso eine dreiteilige Einteilung. Der letzte Wert wird dabei als „Unbekannt/nicht festgelegt“ bezeichnet.
Das Multilateral Interoperability Programme (MIP) arbeite daran, internationale Kompatibilität für alle Ebenen von Command and Control Information Systems (C2IS) der Militärs zu erreichen, um multinationale kombinierte und gemeinschaftliche Operationen zu unterstützen. Es ist keine Organisation der NATO, aber sie wird stark von der NATO dominiert. Im von ihr ausgearbeiteten Joint C3 Information Exchange Data Model (JC3IEDM), welches die Kommunikation von C2IS zu C2IS ermöglichen soll, gibt es eine gleichwertige Dreiteilung für das grundlegende Personenobjekt. Der person-gender-code „repräsentiert die Klassifikation einer [militärischen oder zivilen] Person, basierend auf reproduktiven, physiologischen Merkmalen.“
Die International Civil Aviation Organization (ICAO) erlaubt in ihren Standards für maschinenlesbare Pässe neben M und F auch X im Datenfeld. Die Computersysteme der Behörden in Australien kannten bis Ende 2002 nur M und F. Für Alex MacFarlane, damals 48 Jahre alt und intersexuell, wäre M und F eine Lüge gewesen und kämpfte für eine Erweiterung des Systems. Nach monatelanger Korrespondenz und einer Nachfrage der Zeitung The West Australian beschloss die Behörde, das Passsystem zu ändern, X zuzulassen und so den von MacFarlane durchgesetzten Eintrag „unbestimmt“ in der Geburtsurkunde aus dem Bundesstaat Victoria auch im Pass umzusetzen. In Neuseeland wurde vor 2005 statt des „X“ ein „-“ verwendet. Um 2008 herum gab es in Neuseeland etwa 400 Pässe mit dem Eintrag „X“ oder „-“.
Für den Schengen-Raum gibt es einheitlich formatierte Visamarken, die in das Reisedokument geklebt werden. Im unteren Teil befinden sich zwei Zeilen zu jeweils 36 Zeichen mit maschinenlesbaren Angaben, welche in der Schrift OCR-B-1 ausgefüllt werden. In der zweiten Zeile, an der 21. Stelle wird das Geschlecht angegeben. Bei keiner Angabe wird der Platz wie jede andere Leerstelle mit dem Zeichen „<“ aufgefüllt.

### NAACCR
Die folgende Einteilung wird von der North American Association of Central Cancer Registries (NAACCR, „Nordamerikanische Vereinigung der zentralen Krebs-Register“) verwendet. Sie enthält nach mehreren Revisionen aktuell mehrere Werte, um so bezeichnete Transsexuelle gesondert zu erfassen. Deren soziales Geschlecht ist meist eindeutig zuordenbar, aber die biologischen Risiken (Mann/Frau) für eine Krebserkrankung sind unterschiedlich und sollen die Statistik nicht verfälschen.
| Wert | Bezeichnung                          |
| ---- | ------------------------------------ |
| 1    | Male                                 |
| 2    | Female                               |
| 3    | Other (Intersex)                     |
| 4    | Transsexual, not otherwise specified |
| 5    | Transsexual, natal male              |
| 6    | Transsexual, natal female            |
| 9    | Not stated                           |

### USA Census
Das US-amerikanische Bureau of the Census („Büro für Volkszählung“) verwendet für die Current Population Survey („Untersuchung über die derzeitige Bevölkerung“) nur zwei Geschlechter und jeder Amerikaner ist diesen beiden zuzuordnen.
| Wert | Bezeichnung |
| ---- | ----------- |
| 1    | Male        |
| 2    | Female      |

### HL7
Im System Health Level 7, welches internationale Standards für den Austausch von Daten zwischen Organisationen im Gesundheitswesen und deren Computersystemen bereitstellt, verwendet man Buchstaben der englischen Bezeichnungen zum Datenaustausch.
| Wert | Bedeutung | Übersetzung        |
| ---- | --------- | ------------------ |
| F    | Female    | Frau oder weiblich |
| M    | Male      | Mann               |
| O    | other     | anderes            |
| U    | unknown   | unbekannt          |

### X12
Beim American National Standards Institute Accredited Standards Committee X12 (ANSI ASC X12 oder X12, „Nationales amerikanisches Institut für Standards, Zugelassenes Komitee für Standards X12“), welches vielfach beim elektronischen Datenaustausch in den USA verwendet wird, verwendet man ebenfalls Buchstaben englischer Bezeichnungen, hat jedoch die unbekannten Werte weiter aufgesplittet.
| Wert | Bezeichnung | deutsche Übersetzung |
| ---- | --- | --- |
| F    | Female | Frau oder weiblich |
| M    | Male | Mann oder männlich |
| N    | Non-sexed Gender is not known because observation or examination for such was not recorded or requested by the protocol. | Kein Geschlecht Das Geschlecht ist nicht bekannt, da eine Beobachtung oder Untersuchung nicht aufgezeichnet wurde oder mangels Vorgabe nicht stattgefunden hat. |
| U    | unknown | unbekannt |
| X    | Unsexable Gender could not be determined because of ambiguity in external or internal genitalia.                         | Geschlecht unzuordenbar Das Geschlecht kann wegen Uneindeutigkeit der inneren oder äußeren Geschlechtsteile nicht bestimmt werden.                              |

### ASTM
Von ASTM International existierte der Standard ASTM E1633 Standard Specification for Coded Values Used in the Electronic Health Record („Standardspezifikationen für codierte Werte, welche in elektronischen Gesundheitsdatensätzen verwendet werden.“) Er wurde 2017 zurückgezogen.
| Wert | Beschreibung               | deutsche Übersetzung                      |
| ---- | -------------------------- | ----------------------------------------- |
| M    | Male                       | männlich                                  |
| F    | Female                     | weiblich                                  |
| U    | Unknown sex                | unbekanntes Geschlecht                    |
| MP   | Male Pseudohermaphrodite   | männlicher Pseudohermaphrodit             |
| FP   | Female Pseudohermaphrodite | weiblicher Pseudohermaphrodit             |
| H    | Hermaphrodite              | Hermaphrodit                              |
| MC   | Male changed to Female     | männlich geändert zu weiblich (trans)     |
| FC   | Female changed to Male     | weiblich geändert zu männlich (trans)     |
| A    | Ambiguous sex              | zweideutiges Geschlecht, nicht zuordenbar |

### DICOM
Der Digital Imaging and Communications in Medicine (DICOM) ist ein offener Standard zum Informationsaustausch in der Medizin. Im Standard PS 3.3 – Information Object Definitions ist unter C.2.3 Patient Demographic Module und einigen anderen Tabellen das Feld (0010,0040) beschrieben, welches das administrative Geschlecht für die demografischen Daten des Patienten enthält. Dies stammt aus dem Standard HL7. Im Standard PS 3.16 – Content Mapping Resource sind unter CID 7455 Werte zur medizinischen Beschreibung des Geschlechts enthalten. Dieses ist weitergehend und kann sich vom administrativen Geschlecht unterscheiden. Als Standardeinstellung verweist der Wert „O“ des administrativen Geschlechts auf „121103“ des medizinischen Geschlechts. Diese Werte lehnen sich an den Standard ASTM E1633 an. Die Daten werden in verschiedenen Modulen verwendet.
| Codierungs- standard (0008,0102) | Wert (0008,0100) | Beschreibung (0008,0104)   | deutsche Übersetzung                  | Equivalent zur Beschreibung des (administrativen) Geschlecht des Patienten (0010,0040) | Beschreibung von (0010,0040) |
| -------------------------------- | ---------------- | -------------------------- | ------------------------------------- | -------------------------------------------------------------------------------------- | ---------------------------- |
| DCM                              | M                | Male                       | männlich                              | M                                                                                      | Male                         |
| DCM                              | F                | Female                     | weiblich                              | F                                                                                      | Female                       |
| DCM                              | U                | Unknown sex                | unbekanntes Geschlecht                |                                                                                        |                              |
| DCM                              | MP               | Male Pseudohermaphrodite   | männlicher Pseudohermaphrodit         |                                                                                        |                              |
| DCM                              | FP               | Female Pseudohermaphrodite | weiblicher Pseudohermaphrodit         |                                                                                        |                              |
| DCM                              | H                | Hermaphrodite              | Hermaphrodit                          |                                                                                        |                              |
| DCM                              | MC               | Male changed to Female     | männlich geändert zu weiblich (trans) |                                                                                        |                              |
| DCM                              | FC               | Female changed to Male     | weiblich geändert zu männlich (trans) |                                                                                        |                              |
| DCM                              | 121104           | Ambiguous sex              | zweideutiges Geschlecht               |                                                                                        |                              |
| DCM                              | 121102           | Other sex                  | anderes Geschlecht                    |                                                                                        |                              |
| DCM                              | 121103           | Undetermined sex           | ungewisses Geschlecht                 | O                                                                                      | Other                        |

Bis 2004 glaubte DICOM aus Versehen für die Werte „M“ bis „FC“ das Schema von ISO-5218 zu verwenden (unter (0008,0102) der Wert „ISO5218_1“). Dies wurde mit CP-373 vom 12. Januar 2004 geändert. Zu diesem Zeitpunkt kam auch „121104“ hinzu.

### ZIMS
Zoological Information Management System (ZIMS, „Zoologisches Informations-Management-System“) ist eine Software des International Species Information System (ISIS, „Internationales Arten-Informationssystem“). 2006 wurde Version 2 der Software-Oberfläche dokumentiert. Hierbei wird Geschlecht in verschiedensten Softwareteilen verwendet. Wie die Information in der Datenbank gespeichert wird, ist nicht bekannt. Als erstes taucht das Feld Sex bei Eingabe der Taxon-Informationen eines Tieres auf. Ausgaben erfolgen dann unter anderem in einer Tabelle mit Populationszahlen für ein bestimmtes Geschlecht und Lebensalter.
| Beschreibung  | deutsche Übersetzung                      | ISO-5218 |
| ------------- | ----------------------------------------- | -------- |
| Male          | männlich                                  | J        |
| Female        | weiblich                                  | J        |
| Abnormal      | abnormal                                  | N        |
| Hermaphrodite | Hermaphrodit                              |          |
| Asexual       | asexuell                                  | N        |
| Indeterminate | nicht ermittelbar                         | N        |
| Undetermined  | nicht festgelegt / unbestimmt / schwebend | N        |

Wenn man bei einem Tier den Geschlechtsstatus ändert, existiert ein zweites Auswahlfeld, bei dem man den Grund für diese Änderung angibt. Es kann ein Fehler bei der Dateneingabe gewesen sein oder bei manchen Arten ein natürlicher Vorgang während ihres Lebens.

### OBIS
Von Census of Marine Life (COML, „Volkszählung der Meereslebewesen“) wurde das Ocean Biogeographic Information System (OBIS, „Ozeanisches Biogeographisches Informationssystem“) angelegt, eine freie Datenbank im Internet, welche einmal einen Zensus der gesamten Meeresfauna darstellen soll. Das verwendete Datenformat (OBIS SchemaVersion 1.1) ist eine Erweiterung des DarwinCore 2 aus dem Jahre 2003 und enthält auch ein optionales Textfeld zur Beschreibung des Geschlechts. Die eingetragenen Werte sollen aus einer Gruppe fix definierter Codes bestehen. Die hier in der Tabelle angegebenen Werte werden vorgeschlagen. Version 1.1 stammt vom 8. Juli 2005.
| Wert | Beschreibung         | deutsche Übersetzung, Bemerkungen                                                     |
| ---- | -------------------- | ------------------------------------------------------------------------------------- |
| M    | Male                 | männlich                                                                              |
| F    | Female               | weiblich                                                                              |
| H    | Hermaphrodite        | Hermaphrodit                                                                          |
| I    | indeterminate        | unbestimmt (begutachtet, kann aber nicht eingeordnet werden)                          |
| U    | unknown              | unbekannt (nicht begutachtet)                                                         |
| T    | transitional         | übergangsweise (zwischen den Geschlechtern, nützlich für sequentielle Hermaphroditen) |
| B    | both Male and Female | beides, männlich und weiblich                                                         |

### UBIF
Innerhalb der Taxonomic Databases Working Group (TDWG), jetzt Biodiversity Information Standards, Gruppe Structure of Descriptive Data (SDD), jetzt Interessensgruppe Biological Descriptions wurde auch daran gearbeitet die übergreifenden Anforderungen verschiedener Artenvielfalts-Schemata in ein Unified Biosciences Information Framework (UBIF) zu integrieren. Maßgeblich war daran Gregor Hagedorn vom Institut für Pflanzenvirologie, Mikrobiologie und biologische Sicherheit der Biologischen Bundesanstalt in Berlin beteiligt. Version 1.1 wurde im März 2007 veröffentlicht. Dieses System enthält auch ein Feld zur Beschreibung des Geschlechts.
| Wert                                                                                                  | Abk.                                                                                      | Beschriftung                                                                              | Beschreibung | ISO 5218                                                                                  | DICOM                                                                                     | ASTM E1633                                                                                | OBIS 1.1                                                                                  |
| SexStatus & BasicSexStatus (ausreichend für die meisten humanen administrativen Aufgaben)             | SexStatus & BasicSexStatus (ausreichend für die meisten humanen administrativen Aufgaben) | SexStatus & BasicSexStatus (ausreichend für die meisten humanen administrativen Aufgaben) | SexStatus & BasicSexStatus (ausreichend für die meisten humanen administrativen Aufgaben) | SexStatus & BasicSexStatus (ausreichend für die meisten humanen administrativen Aufgaben) | SexStatus & BasicSexStatus (ausreichend für die meisten humanen administrativen Aufgaben) | SexStatus & BasicSexStatus (ausreichend für die meisten humanen administrativen Aufgaben) | SexStatus & BasicSexStatus (ausreichend für die meisten humanen administrativen Aufgaben) |
| --- | ----------------------------------------------------------------------------------------- | ----------------------------------------------------------------------------------------- | --- | ----------------------------------------------------------------------------------------- | ----------------------------------------------------------------------------------------- | ----------------------------------------------------------------------------------------- | ----------------------------------------------------------------------------------------- |
| Male                                                                                                  | m                                                                                         | Male                                                                                      | männlich | 1                                                                                         | M                                                                                         | M                                                                                         | M                                                                                         |
| Female                                                                                                | f                                                                                         | Female                                                                                    | weiblich | 2                                                                                         | F                                                                                         | F                                                                                         | F                                                                                         |
| UnknownSex                                                                                            | ?                                                                                         | unknown sex                                                                               | unbekannt, keine Information vorhanden (nicht aufgezeichnet oder nicht untersucht). Vergleiche „ambiguous“ und „indeterminate“ | 0                                                                                         | U                                                                                         | U                                                                                         | U                                                                                         |
| SexStatus & AdditionalSexStatus (erweiterte Codes für Tiere oder klinische Beschreibung von Menschen) |                                                                                           |                                                                                           | |                                                                                           |                                                                                           |                                                                                           |                                                                                           |
| Hermaphrodite                                                                                         | h                                                                                         | Hermaphrodite                                                                             | Ein Organismus kann zu bestimmten Zeiten im Erwachsenenalter männliche und weibliche Geschlechtsorgane haben. Es ist ein allgemeiner Begriff, der nicht unterscheidet, ob dies simultan oder sequentiuell der Fall ist. | –                                                                                         | H                                                                                         | H                                                                                         | H                                                                                         |
| SimultaneousHermaphrodite                                                                             | sh                                                                                        | Simultaneous hermaphrodite                                                                | Ein Organismus, der im Erwachsenenalter gleichzeitig männliche und weibliche Geschlechtsorgane hat. | –                                                                                         | –                                                                                         | –                                                                                         | B                                                                                         |
| Male2Female                                                                                           | mc                                                                                        | Male changing to Female                                                                   | Der Organismus startet männlich und ändert das Geschlecht im Laufe des Lebens zu weiblich. (Sequentieller Hermaphrodit: Proterandrie, Vormännlichkeit, Erstmännlichkeit). Beispiele: Sägebarsche; viele Pflanzen; Menschen, die sich einer geschlechtsangleichenden Operation unterziehen. Dieser Begriff beschreibt nicht, in welcher Phase sich das Individuum gerade befindet.               | –                                                                                         | MC                                                                                        | MC                                                                                        | –                                                                                         |
| Female2Male                                                                                           | fc                                                                                        | Female changing to Male                                                                   | Der Organismus startet weiblich und das Geschlecht ändert sich im späteren Leben zu männlich. (Sequentieller Hermaphrodit: Proterogynie, Protogynie, Vorweiblichkeit, Erstweiblichkeit). Beispiel: Lippfische; manche Pflanzen; Menschen, die sich einer geschlechtsangleichenden Operation unterziehen. Dieser Begriff beschreibt nicht, in welcher Phase sich das Individuum gerade befindet. | –                                                                                         | FC                                                                                        | FC                                                                                        | –                                                                                         |
| HermaphroditeMalePhase                                                                                | hm                                                                                        | Hermaphrodite, male phase                                                                 | Sequentielle Hermaphroditen in der männlichen Phase. | –                                                                                         | –                                                                                         | –                                                                                         | –                                                                                         |
| HermaphroditeFemalePhase                                                                              | hf                                                                                        | Hermaphrodite, female phase                                                               | Sequentielle Hermaphroditen in der weiblichen Phase. | –                                                                                         | –                                                                                         | –                                                                                         | –                                                                                         |
| HermaphroditeTransitional                                                                             | ht                                                                                        | Hermaphrodite, transitional phase                                                         | Sequentielle Hermaphroditen in der Übergangsphase. | –                                                                                         | –                                                                                         | –                                                                                         | T                                                                                         |
| IndeterminateSex                                                                                      | i                                                                                         | Indeterminate sex                                                                         | Der Organismus wurde untersucht, aber das Geschlecht konnte nicht festgestellt werden (beispielsweise im Larvenstadium). Vergleiche „ambiguous“ und „unknown“. | ~ 9                                                                                       | ~ 121103                                                                                  |                                                                                           | I                                                                                         |
| AmbiguousSex                                                                                          | a                                                                                         | Ambiguous sex                                                                             | Die Geschlechtsorgane wurden untersucht, aber das Geschlecht war zweideutig. Eingeschlossen sind dabei abweichende Geschlechtssituationen wie Gynandromorphismus (beispielsweise Insekten, deren eine Seite männlich ist und die andere weiblich). Vergleiche „indeterminate“ und „unknown“. | –                                                                                         | 121104                                                                                    | A                                                                                         | –                                                                                         |
| MixedSex                                                                                              | x                                                                                         | mixed sex status                                                                          | mehrere Individuen mit gemischten Geschlechtern (Die Situation kann bei Ansammlungen vorkommen.) | –                                                                                         | –                                                                                         | –                                                                                         | –                                                                                         |
| – | –                                                                                         | –                                                                                         | weitere Werte anderer Systeme | –                                                                                         | MP FP 121102                                                                              | MP FP                                                                                     | –                                                                                         |

Die Codes „MP“ und „FP“ aus den Standards DICOM/ASTM wurden nicht implementiert, da sie nur beim Menschen verwendet werden und eine politisch umstrittene Sichtweise ausdrücken.

### xDT
xDT (auch KVDT) ist eine Gruppe von Datenaustauschformaten, die im deutschen Gesundheitswesen im Bereich der niedergelassenen Ärzte benutzt werden. Sie wurden im Auftrag der Kassenärztlichen Bundesvereinigung erstellt.
| Wert | Beschreibung |
| ---- | ------------ |
| M    | männlich     |
| W    | weiblich     |
| U    | unbekannt    |
| X    | unbestimmt   |
| D    | divers       |